# 9. Königlich Bayerische Reserve-Division
Die 9. Reserve-Division war ein Großverband der Bayerischen Armee im Rahmen des deutschen Heeres im Ersten Weltkrieg.

## Geschichte
Die Division wurde am 26. September 1916 während des Ersten Weltkriegs aus bereits an der Westfront stehenden bayerischen Truppenteilen neu gebildet und war eine von ca. vierzig im Jahre 1916 neu aufgestellten deutschen Divisionen. Sie war zuerst an der Aisne, wo sie 1917 an der Schlacht an der Aisne beteiligt war. Nach einer Ruhezeit in Lothringen wurde der Verband nach Flandern verlegt und nahm dort an der Dritten Flandernschlacht und an der Schlacht von Cambrai teil. Nach der Frühjahrsoffensive wurde die Division am 25. Juni 1918 aufgelöst und die unterstellten Truppenteile auf andere Divisionen verteilt.
Den Großverband stufte die alliierte Aufklärung als zweitklassig ein.

### Gefechtskalender

#### 1916
- 06. Oktober bis 15. Dezember – Kämpfe an der Aisne
- ab 15. Dezember – Reserve der Heeresgruppe „Kronprinz Rupprecht“

#### 1917
- bis 25. Januar – Reserve der Heeresgruppe „Kronprinz Rupprecht“
- 25. Januar bis 5. April – Stellungskämpfe an der Aisne
- 06. bis 23. April – Doppelschlacht an der Aisne und in der Champagne
- 26. April bis 20. Juli – Stellungskämpfe in Lothringen
- 20. bis 31. Juli – Reserve der OHL
- 01. bis 21. August – Schlacht in Flandern
- 22. August bis 5. November – Kämpfe auf den Maashöhen bei Saint-Mihiel und im Wald von Ailly und Apremont
- 05. bis 28. November – Schlacht in Flandern
- 28. bis 29. November – Tankschlacht bei Cambrai
- 30. November bis 7. Dezember – Angriffsschlacht bei Cambrai
- ab 3. Dezember – Kämpfe in der Siegfriedstellung

#### 1918
- bis 31. Januar – Kämpfe in der Siegfriedstellung
- 01. Februar bis 20. März – Kämpfe in der Siegfriedstellung und Vorbereitung auf die Große Schlacht in Frankreich
- 21. März bis 6. April – Große Schlacht in Frankreich
- 07. April bis 3. Mai – Kämpfe an der Ancre, Somme und Avre
- 03. Mai bis 8. Juni – Kämpfe an der Avre und bei Montdidier
- 09. Juni – Schlacht bei Noyon
- 09. bis 13. Juni – Kämpfe an der Avre und an der Matz
- 26. Juni – Auflösung der Division

## Gliederung

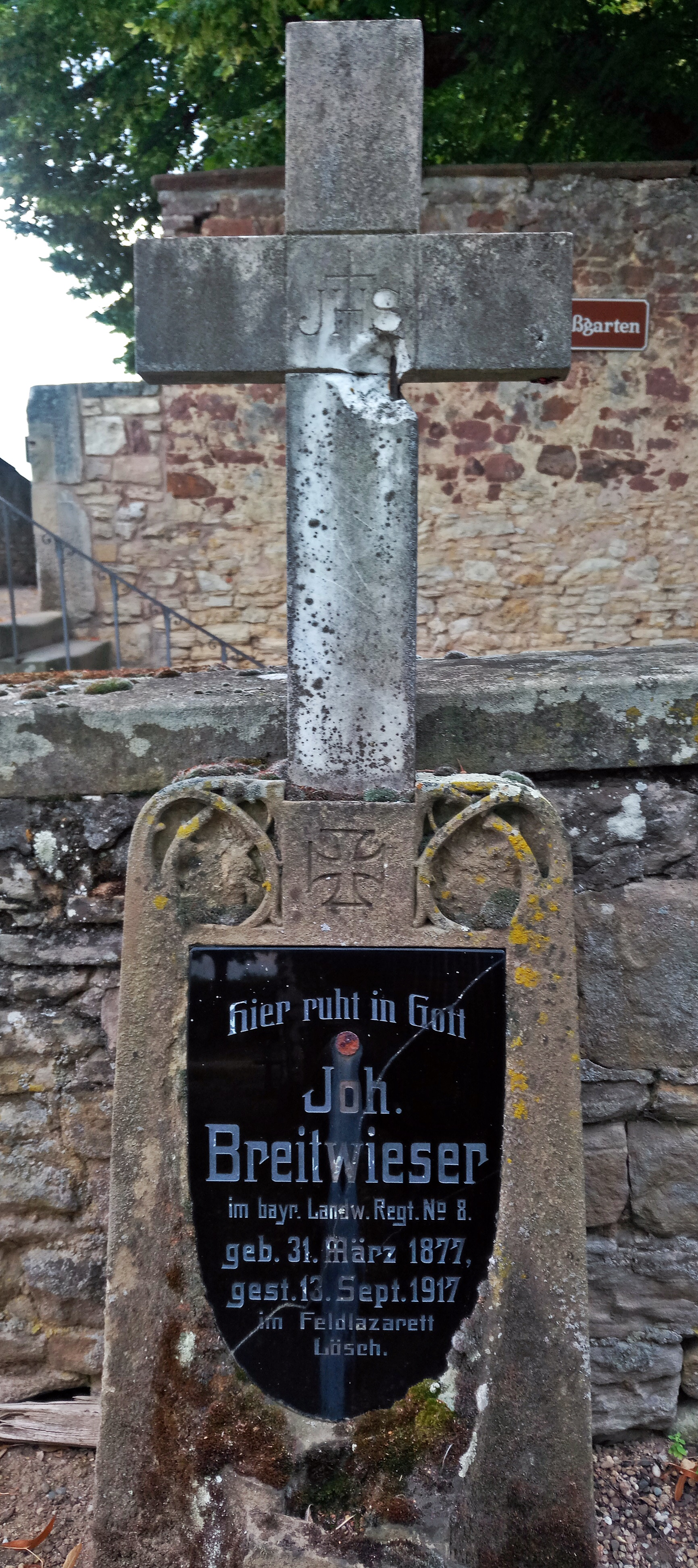
Herxheim am Berg, Grab eines Angehörigen des 8. Bayerischen Landwehr-Infanterie-Regiments, 1917

### Kriegsgliederung vom 25. Oktober 1916
- 17. Reserve-Infanterie-Brigade
  - Ersatz-Infanterie-Regiment 3
  - Landwehr-Infanterie-Regiment 8
  - Reserve-Infanterie-Regiment 14
- 1. Eskadron/Reserve-Kavallerie-Regiment 1
- Reserve-Feldartillerie-Regiment 11 (zwei Abteilungen zu drei Batterien, zu vier Kanonen)
- 4. Kompanie/2. Pionier-Bataillon
- Minenwerfer-Kompanie 209
- Reserve-Fernsprech-Doppelzug 9

### Kriegsgliederung vom 8. März 1918
- 17. Reserve-Infanterie-Brigade
  - Ersatz-Infanterie-Regiment 3
  - Reserve-Infanterie-Regiment 11
  - Reserve-Infanterie-Regiment 14
- 1. Eskadron/Reserve-Kavallerie-Regiment 1
- Artillerie-Kommandeur 9
  - Reserve-Feldartillerie-Regiment 11
  - Fußartillerie-Bataillon 50
- Divisions-Nachrichten-Kommandeur 409

## Kommandeure
| Dienstgrad                   | Name                   | Datum                                |
| ---------------------------- | ---------------------- | ------------------------------------ |
| Generalmajor/Generalleutnant | Eugen Ritter von Clauß | 29. September 1916 bis 23. Juni 1918 |